# 散場電影
「散場電影」（Lights-On）是香港獨立影評網站，亦是非營利性機構。成立于2015年，在幾大平台播出超過15,000人訂閲，42萬人次收聽。目前兩位主播為Shooca和YY。其宗旨在為有一定電影認知度和觀影經驗的影迷聽眾提供週播節目，通常由「深度影評」「影片音樂」「延伸觀影推薦」三部分組成，時長在60-80分鐘間。